# Gryfia (prom)
Gryfia – prom śródlądowy, jeden z najstarszych pływających statków w Polsce. Przez 30 lat prom zapewniał codzienną komunikację towarowo-pasażerską Szczecińskiej Stoczni Remontowej „Gryfia” z lądem stałym.

## Historia
Prom powstał w stoczni AG Vulcan w Szczecinie. Został zwodowany w 1887 roku. Do 1943 roku obsługiwał połączenie do, położonego na Łasztowni, Dworca Wrocławskiego. Na pokładzie statku były zamontowane tory, dzięki którym był promem uniwersalnym, mogącym przewozić 3–4 wagony kolejowe lub 6 samochodów osobowych albo 400 pasażerów. Prom zatonął w 1945 roku, wskutek nalotu.
Wydobyty z dna w 1947 roku. W 1953 roku, po przekazaniu do Szczecińskiej Stoczni Remontowej „Gryfia”, został wyremontowany i przeznaczony do obsługi połączenia między, położoną na wyspie, stocznią Gryfia, a lądem stałym. Aż do 1983 roku zapewniał codzienną komunikację towarowo-pasażerską stoczni „Gryfia” z lądem stałym. Po 1983 roku stał się jednostką rezerwową – jego rolę przejął nowo wybudowany prom „Gryfia II”. W 1992 roku prom przeszedł remont kapitalny w Stoczni Rzecznej w Tczewie. „Gryfia” została całkowicie wyłączona z eksploatacji po oddaniu do użytku Mostu Brdowskiego w 2015 roku.
W 2020 roku prom został wystawiony na sprzedaż, za cenę wywoławczą 170 tysięcy złotych, jednak przetarg ten nie przyniósł rezultatu. Dwa lata później ogłoszono ponowny przetarg na sprzedaż promu za kwotę 150 tysięcy złotych. Zawarto w nim klauzulę, iż prom nie może zostać zezłomowany. I tym razem nie było chętnego na kupno promu. Prom jest wpisany do wojewódzkiej ewidencji zabytków. We wrześniu 2022 roku Morska Stocznia Remontowa Gryfia znalazła pewne rozwiązanie co zrobić z niesprzedajną jednostką. Stocznia chce oddać statek w  depozyt na okres 30 lat Muzeum Narodowemu.

## Dane techniczne
„Gryfia” ma długość wynoszącą 38,6 m, szerokość 6,7 m, jej zanurzenie wynosi zaś 1,9 m. Nośność jednostki to 100 t. Prom może przewozić do 250 pasażerów, a jego załoga składa się z 4 osób. W czasie swojej długoletniej eksploatacji prom był wielokrotnie przebudowywany i modernizowany. Główne zmiany jakich dokonano na jednostce po II wojnie światowej to między innymi wymiana napędu z parowego na spalinowy (oryginalna maszyna parowa została przekazana do Muzeum Narodowego w Szczecinie) oraz przebudowa pomieszczeń pod pokładem i przystosowanie ich do przewozu pasażerów (pierwotnie znajdowały się tam kabiny dla załogi i zasobniki z węglem). Zlikwidowano także tory na pokładzie oraz podniesiono znajdującą się na śródokręciu sterówkę.